# Кивалицы
Кива́лицы (фин. Kivanitsa) — деревня в Клопицком сельском поселении Волосовского района Ленинградской области.

## История
Упоминается как деревня Kiualitza by в Заможском погосте в шведских «Писцовых книгах Ижорской земли» 1618—1623 годов.
На карте Ингерманландии А. И. Бергенгейма, составленной по материалам 1676 года, она обозначена как деревня Kivalits.
На шведской «Генеральной карте провинции Ингерманландии» 1704 года — как деревня Kivalitsaby.
Как деревня Кивалицы — на «Географическом чертеже Ижорской земли» Адриана Шонбека 1705 года.
На карте Санкт-Петербургской губернии Я. Ф. Шмидта 1770 года упоминается как деревня Киваницы.
Деревня Киваницы обозначена и на карте Санкт-Петербургской губернии Ф. Ф. Шуберта 1834 года.

КИВАЛИЦИ — мыза и деревня принадлежат баронессе Швахгейм, число жителей по ревизии: 17 м. п., 16 ж. п. (1838 год)

На карте Ф. Ф. Шуберта 1844 года она упомянута как деревня Новые Киваницы.
В пояснительном тексте к этнографической карте Санкт-Петербургской губернии П. И. Кёппена 1849 года она записана как деревня Kiwanitz (Кивалицы, Киваницы) и указано количество её жителей на 1848 год: савакотов —  21 м. п., 19 ж. п., всего 40 человек.
Согласно 9-й ревизии 1850 года деревня Кивалицы принадлежала помещице Екатерине Егоровне Швахгейм.

КИВАЛИЦЫ — деревня господина Шванейма, по просёлочной дороге, число дворов — 10, число душ — 22 м. п. (1856 год)

Согласно 10-й ревизии 1856 года деревня Шёлково принадлежала вдове Августине Максимовне Веймарн.
Согласно «Топографической карте частей Санкт-Петербургской и Выборгской губерний» 1860 года деревня Кивалицы состояла из 11 крестьянских дворов.

КИВАЛИЦЫ (КИВАНИЦА) — деревня владельческая при пруде, по правую сторону Нарвского тракта в 45½ верстах от Петергофа, число дворов — 11, число жителей: 28 м. п., 25 ж. п. (1862 год)

В 1871—1876 годах временнообязанные крестьяне деревни выкупили свои земельные наделы у А. М. Веймарн и стали собственниками земли.

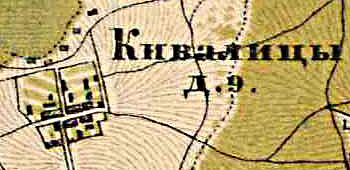
План деревни Кивалицы. 1885 год

Согласно «Карте окрестностей Санкт-Петербурга» в 1885 году деревня Кивалицы состояла из 9 дворов.
В конце XIX века деревня административно относилась к Бегуницкой волости 1-го стана Петергофского уезда Санкт-Петербургской губернии, в начале XX века — 2-го стана. Население деревни было смешанным — финско-русским.
К 1913 году количество дворов в деревне увеличилось до 16.
С 1917 по 1923 год деревня Кивалицы входила в состав Каськовского сельсовета Бегуницкой волости Петергофского уезда.
С 1923 года в составе Троцкого уезда.
С 1924 года в составе Тешковского сельсовета.
С 1926 года в составе Каськовского сельсовета. Согласно данным переписи населения СССР 1926 года в деревне Кивалицы проживали 104 человека, большинство финны, а также русские.
С 1927 года в составе Волосовского района.
С 1928 года вновь в составе Тешковского сельсовета. В 1928 году население деревни Кивалицы также составляло 104 человека.

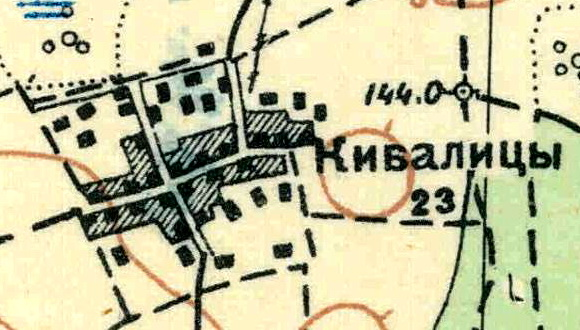
План деревни Кивалицы. 1931 год

Согласно топографической карте 1931 года деревня насчитывала 23 двора.
По данным 1933 года деревня Кивалицы входила в состав Тешковского сельсовета Волосовского района.
C 1 августа 1941 года по 31 декабря 1943 года деревня находилась в оккупации.
С 1959 года вновь в составе Каськовского сельсовета.
С 1963 года в составе Кингисеппского района.
С 1965 года вновь в составе Волосовского района. В 1965 году население деревни Кивалицы составляло 67 человек.
По административным данным 1966, 1973 и 1990 годов деревня Кивалицы также входила в состав Каськовского сельсовета.
В 1997 году в деревне Кивалицы проживали 12 человек, деревня входила в Каськовскую волость, в 2002 году также 12 человек (русские — 92 %), в 2007 году — 10 человек.
В мае 2019 года Губаницкое и Сельцовское сельские поселения вошли в состав Клопицкого сельского поселения.

## География
Деревня расположена в северо-восточной части района на автодороге 41К-358 (Каськово — Модолицы).
Расстояние до административного центра поселения — 3,6 км.
Расстояние до ближайшей железнодорожной станции Волосово — 23 км.

## Демография
| 1862 | 2002 | 2007 | 2010 | 2017 |
| ---- | ---- | ---- | ---- | ---- |
| 53   | ↘12  | ↘10  | ↗16  | ↘12  |

### Национальный состав
Согласно данным Всероссийской переписи населения 2021 года в деревне проживали 38 человек, из них:
 русские — 37, один человек национальность не указал.